# Али Халифа аль-Кувари
Али Халифа аль-Кувари (араб. علي خليفة الكواري‎) — катарский демократический активист, журналист и экономист. Работал в нефтяном секторе. Написал книгу «Люди в Катаре тоже хотят реформ» (The People Want Reform in Qatar Too), которая была запрещена в Катаре из-за содержащейся в ней критики правительства Катара. Один из основных сторонников проведения в Катаре политических реформ.

## Биография

### Образование
В 1966 году окончил университет Дамаска со степенью бакалавра, в 1974 году получил степень доктора философии в области философии в Даремском университете.

### Карьера
Занимал должности вице-председателя в компаниях «Qatar Liquefied Gas Company» и «National Company for Petroleum Products». Также являлся председателем Совместного комитета по экономическому сотрудничеству между Британией и Катаром.
Опубликовал исследование катарского националистического движения 1963 года, по мнению аль-Кувари, именно с этого движения в Катаре началось недовольство политикой правительства и требования реформ

### Книга
В 2012 году аль-Кувари опубликовал книгу «Люди в Катаре тоже хотят реформ» (The People Want Reform in Qatar Too). В книге критикуется непредсказуемая экономическая политика властей Катара и недостаток прозрачности.